# Hansie Cronjé
Wessel Johannes "Hansie" Cronjé (Bloemfontein, provincia del Estado Libre; 25 de septiembre de 1969-Montañas Outeniqua, provincia del Cabo Occidental; 1 de junio de 2002) fue un jugador internacional de críquet sudafricano y capitán de la selección nacional de críquet de Sudáfrica en la década de 1990. Cronje era un todoterreno diestro que, como capitán, llevó a su equipo a la victoria en 27 partidos de prueba y 99 partidos internacionales de un día. Cronje también llevó a Sudáfrica a ganar el Trofeo KnockOut del ICC de 1998, el único título importante del ICC que ha ganado el país hasta la fecha. En la final del Trofeo KnockOut del ICC de 1998, Cronje desempeñó un papel fundamental con el bate, ya que con sus 61 no out condujo al equipo a la victoria por 4 wickets. En 2004 fue elegido el undécimo mejor sudafricano, a pesar de que se le prohibió jugar al críquet de por vida por su participación en un escándalo de amaño de partidos. Murió en un accidente aéreo en 2002.

## Primeros años
Fue hijo de Ewie Cronjé y San-Marié Cronjé, en el seno de una familia afrikáner.
En 1987 se graduó en el Grey College de Bloemfontein, del que fue alumno principal. Excelente deportista polivalente, representó a la entonces provincia de Orange Free State en críquet y rugby a nivel escolar. Fue capitán de los equipos de críquet y rugby de su colegio. Cronje se licenció en Comercio por la Universidad del Estado Libre. Tenía un hermano mayor, Frans Cronje, y una hermana menor, Hester Parsons.
Su padre, Ewie, había jugado en el Orange Free State en la década de 1960, y Frans también había jugado al críquet de primera clase.

## Carrera en primera división
Debutó en primera con el Orange Free State contra el Transvaal en Johannesburgo en enero de 1988, a la edad de 18 años. En la temporada siguiente, fue titular en los ocho partidos de la Currie Cup y formó parte del equipo ganador de las Benson and Hedges Series, anotando 73 tantos como apertura en la final. En 1989-90, a pesar de disputar todos los partidos de la Currie Cup, no logró ningún siglo y sólo promedió 19,76; sin embargo, en los partidos de un día promedió 60,12. Durante esa temporada anotó su primer siglo con las universidades sudafricanas contra los rebeldes de Mike Gatting.
A pesar de tener 21 años recién cumplidos, fue nombrado capitán del Orange Free State para la temporada 1990-91. Marcó su primer siglo con el Orange Free State. Anotó su primer siglo con ellos contra Natal en diciembre de 1990, y terminó la temporada con otro siglo y un total de 715 carreras a 39,72. Esa temporada también anotó 159* en la Copa Mundial de la FIFA. Esa temporada también anotó 159* en un partido de 40 contra Griqualand West.
En 1992-93, capitaneó al Orange Free State en el doblete Castle Cup/Total Power Series. En 1995, jugó para Leicestershire, donde anotó 1.301 carreras a 52,04 y terminó la temporada como máximo anotador del condado. En 1995-96, terminó la temporada en lo más alto de los promedios de bateo en la Currie Cup, su máxima puntuación de 158 ayudó a Free State a conseguir 389 para vencer a Northern Transvaal. En 1997 jugó para Irlanda como jugador extranjero en la Copa Benson and Hedges y ayudó a los irlandeses a ganar por 46 carreras a Middlesex, anotando 94 tantos y consiguiendo tres wickets. Ésta fue la primera victoria de Irlanda contra un equipo inglés. Más tarde, en la misma competición, anotó 85 tantos y consiguió un wicket contra Glamorgan.

## Carrera internacional

### Debuts
El rendimiento de Cronje en 1991/92 fue impresionante, especialmente en el formato de un día, en el que promedió 61,40 puntos. Fue convocado para la Copa del Mundo de 1992 y debutó como internacional de un día contra Australia en Sídney. Durante el torneo jugó ocho de los nueve partidos del equipo, con una media de 34,00 con el bate, mientras que su velocidad media se utilizó para lanzar 20 overs.
Tras la Copa del Mundo, participó en la gira por las Indias Occidentales; participó en los tres ODI y debutó en el partido de Bridgetown. Fue la primera prueba de Sudáfrica desde su readmisión y estuvo a punto de derrotar a un potente equipo antillano, que llegó a la última jornada con 122/2 a favor y 200 en contra, pero se desplomó hasta los 148 puntos.
India realizó una gira por Sudáfrica en 1992/93. En el primer partido internacional de un día, Cronon hizo el famoso seis cuando su equipo necesitaba 6 carreras con sólo 4 bolas, y fue galardonado con el premio al mejor jugador del partido por sus lanzamientos. En la serie de un día, solo consiguió una victoria, pero con el balón se mostró muy económico y logró la mejor cifra de su carrera, 5/32, convirtiéndose en el segundo sudafricano en conseguir cinco wickets en un ODI. En la serie de pruebas que siguió, logró su primer siglo en un test, 135 en 411 pelotas, después de entrar 0-1 en el segundo over y ser el último hombre eliminado, después de ocho horas y tres cuartos, en un total de 275. Esto contribuyó a que Sudáfrica consiguiera su primera victoria en una serie de pruebas. Ello contribuyó a la primera victoria de Sudáfrica en una prueba desde su readmisión. Al final de la temporada, en un torneo triangular con Pakistán y las Indias Occidentales, anotó 81 en 70 pelotas contra Pakistán.
En la siguiente serie de pruebas de Sudáfrica contra Sri Lanka, Cronje anotó su segundo siglo de prueba, 122 en la segunda prueba en Colombo; el margen de victoria de una entrada y 208 carreras es un récord sudafricano. Terminó la serie con 237 carreras a 59,25 después de anotar 73* en la tercera prueba, que terminó en empate.

### Capitán suplente
En 1993-94, Orange Free State consiguió otro doblete en la Castle Cup/Total Power Series. En el críquet internacional, fue nombrado vicecapitán para la gira por Australia a pesar de ser el miembro más joven del equipo. En la primera ODI del torneo triangular con Nueva Zelanda y Australia, condujo a Sudáfrica a la victoria contra Australia en el MCG con 91*, que le valieron el premio al hombre del partido. Anotó 71 tantos en una primera prueba en Melbourne afectada por la lluvia, antes de una tensa segunda prueba que Sudáfrica ganó por 5 carreras. Una lesión del capitán Kepler Wessels hizo que Cronje fuera el capitán el último día del partido. Entre la segunda y la tercera prueba, continuó el torneo de un día, ahora con Cronje como capitán. Sudáfrica llegó a la serie final, pero la perdió por 2-1 ante Australia. Cronje se convirtió en el segundo capitán de prueba más joven de Sudáfrica, después de Murray Bisset en 1898-99, cuando dirigió al equipo en la tercera prueba en Adelaida, pero fue un comienzo infructuoso de su carrera como capitán, ya que la serie quedó empatada.
En febrero de 1994, Australia realizó una gira por Sudáfrica. Cronje comenzó la serie ODI con puntuaciones de 112, 97, 45 y 50*, y cuando Australia se enfrentó a Orange Free State en su último partido antes de la primera prueba, Cronje anotó 251 en 306 pelotas, 200 de las cuales llegaron en la última jornada, en la que se sumaron 294 carreras. A pesar de ello, Orange Free State perdió el partido. En la primera prueba, celebrada en Johannesburgo, sumó otro siglo y Sudáfrica ganó por 197 carreras. Esta entrada fue el final de un periodo de 14 días en los que anotó 721 carreras contra los australianos. Sin embargo, no logró alcanzar la cincuentena en los dos siguientes tests y en los cuatro ODI, y ambas series quedaron empatadas.
Hubo otro empate cuando Sudáfrica visitó Inglaterra en 1994. Cronje anotó un solo siglo en toda la gira y sólo 90 carreras en la serie de tres pruebas. En octubre de 1994, Sudáfrica volvió a enfrentarse a Australia en una serie triangular de un día en la que también participó Pakistán. Cronje anotó 354 carreras con una media de 88,50 puntos. A pesar de ello, Sudáfrica perdió todos sus partidos. Esta serie fue la primera de Bob Woolmer como seleccionador y la última de Kepler Wessels como capitán. Cronje, que anteriormente había sido vicecapitán, fue nombrado capitán para la serie de pruebas con Nueva Zelanda en 1994-95.

### Capitán permanente

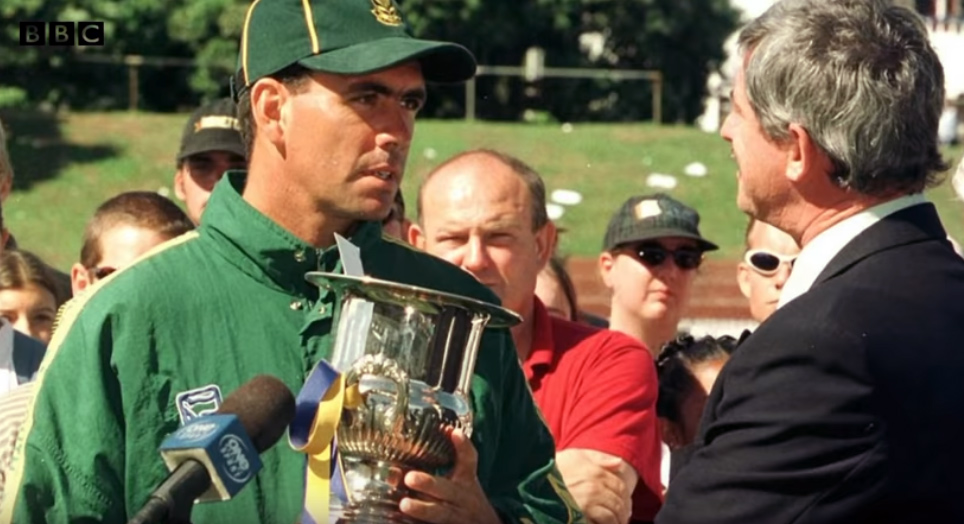
Entrevista a Cronje tras la victoria de Sudáfrica en un campeonato

Sudáfrica perdió la primera prueba en Johannesburgo, pero antes de la segunda los dos equipos, más Pakistán y Sri Lanka, compitieron por el Trofeo Mandela. Nueva Zelanda no consiguió ninguna victoria en la fase de ida y vuelta de seis partidos, mientras que Sudáfrica venció a Pakistán en la final. Esto cambió la dinámica, ya que Sudáfrica consiguió victorias en Durban y Ciudad del Cabo, donde Cronje anotó su cuarto test century. Fue el primer capitán desde W. G. Grace en ganar una serie de tres partidos tras ir perdiendo por uno.
A principios de 1995, Sudáfrica ganó sendos tests contra Pakistán y Nueva Zelanda. En Auckland, Cronje anotó el único siglo del partido antes de que una declaración el último día dejara a sus lanzadores apenas tiempo suficiente para expulsar a los kiwis.
En octubre de 1995, Sudáfrica ganó una prueba única contra Zimbabue. Cronje anotó 54* en la segunda entrada para guiar a los sudafricanos a una victoria por siete wickets. En los dos partidos de un día que siguieron, Cronje anotó cinco wickets y Sudáfrica se impuso cómodamente en ambos. Sudáfrica ganó la serie de cinco pruebas contra Inglaterra por 1-0, a pesar de los problemas de Cronje, que anotó 113 carreras a 18,83 golpes. Sin embargo, fue el máximo goleador de la serie de un día, que ganaron por 6-1.
En la Copa Mundial de 1996, marcó 78 y 45* contra Nueva Zelanda y Pakistán, respectivamente, y Sudáfrica ganó su grupo, pero en cuartos de final contra las Indias Occidentales un siglo de Brian Lara puso fin a su racha de diez victorias consecutivas.
La temporada 1996-97 incluyó dos series consecutivas contra India. La primera a domicilio se perdió por 2-1. La serie en casa se ganó por 2-0. En las seis pruebas combinadas, Cronje logró una cincuentena. Contra Australia, Cronje se mostró en mejor forma, con una media de más de 50 puntos tanto en los tests como en los ODI, aunque perdió ambos.
Cronje comenzó la temporada 1997-98 llevando a Sudáfrica a su primera victoria en Pakistán, pero su bateo continuó teniendo problemas, y su mayor contribución fue conseguir los wickets de Inzamam-ul-Haq y Moin Khan en la tercera prueba.

### Mejor forma
Cronjé volvió a enfrentarse a Australia y, una vez más, terminó perdiendo. En la serie triangular de un día, ganaron el grupo y Australia se quedó a las puertas; también ganaron la primera "final", pero Sudáfrica perdió las dos últimas. Durante los partidos de la fase de grupos, Cronje amenazó con expulsar a su equipo después de que Pat Symcox le lanzara misiles. Antes de que comenzara la serie de pruebas, Cronjé anotó dos siglos consecutivos contra Tasmania y Australia A, los primeros en dos años.
En la primera prueba, Cronjé anotó 70 y Sudáfrica salvó el partido; en la segunda, sus 88 tantos duraron 335 minutos. A pesar de ello, perdieron por un innings. En la tercera prueba, los sudafricanos anotaron 517 y, aunque Mark Taylor bateó 169 veces, Australia necesitó 109 overs para salvar el partido. Mark Waugh bateó 404 minutos y, a pesar de la controversia que surgió cuando Waugh golpeó una de sus bolas (según la Ley 35, se consideró que había terminado su golpe y, por lo tanto, se le concedió el no out), Sudáfrica se quedó con tres wickets menos. Cronje atravesó con un muñón la puerta del vestuario de los árbitros después del partido y tuvo suerte de no ser sancionado.
Cronjé se perdió la primera prueba de la serie contra Pakistán por una lesión de rodilla. Perdió la segunda prueba en Durban, pero fue el máximo anotador en Port Elizabeth con 85 tantos, lo que contribuyó a igualar la serie de tres pruebas (1-1). Todavía quedaba tiempo para disputar una serie de dos pruebas contra Sri Lanka. La primera se ganó con 49 y 74 goles de Cronje; en la segunda prueba, lanzó 3/14, su mejor lanzamiento en pruebas, y anotó 82 en 63 pelotas; su medio centenar lo consiguió con tres seises consecutivos de Muttiah Muralitharan, y lo alcanzó en sólo 31 pelotas; en aquel momento, fue el segundo más rápido en pruebas después del de Kapil Dev. En la serie triangular, que ganó Sudáfrica, sólo anotó un medio centenar en East London, donde también lanzó 2/17 en 10 overs.
Durante la serie de pruebas de 1998 contra Inglaterra, Cronjé anotó cinco cincuentenas consecutivas, después de no haber marcado ninguna en las nueve pruebas anteriores contra ese país. En su quincuagésimo test, en Trent Bridge, anotó 126, su sexto y último siglo en un test y el primero en 29 partidos. Durante su segunda entrada de 67, superó las 3000 carreras, siendo el segundo sudafricano en conseguirlo. Sin embargo, Inglaterra ganó la prueba, y la de Headingley, para ganar la serie por 2-1. Cronje terminó la serie como máximo anotador sudafricano con 401 carreras a 66,83.

### Paliza, empate y derrota
En la serie de las Indias Occidentales de 1998-99, Cronjé capitaneó a Sudáfrica en su única victoria por paliza en una serie de cinco pruebas. Su mejor bateo contra las Indias Occidentales se produjo cuando jugaba para Free State; anotó 158* en la persecución de 438 y recuperó un déficit de 249 en las primeras entradas. En la serie de ODI fue el máximo anotador de Sudáfrica y se llevó 11 wickets a 14,72 en la victoria de Sudáfrica por 6-1.
En marzo de 1999, Sudáfrica realizó una gira por Nueva Zelanda, a la que derrotó por 1-0 en la serie de pruebas y por 3-2 en la de partidos de un día.
En la Copa Mundial de 1999, Cronje terminó con 98 carreras a 12,25 en la eliminación de Sudáfrica tras la famosa semifinal empatada contra Australia en Edgbaston. En el primer partido del torneo contra la India, Cronje salió al campo con un auricular conectado al entrenador Bob Woolmer, pero en la primera pausa para beber el árbitro del partido Talat Ali le ordenó que se lo quitara.
En octubre de 1999, Cronjé se convirtió en el máximo anotador de carreras de Sudáfrica durante la primera prueba contra Zimbabue. La serie de dos pruebas se ganó por 2-0 gracias a las victorias por entradas. Sudáfrica ganó la serie a Inglaterra en la cuarta Prueba en Ciudad del Cabo, la quincuagésima de Cronje como capitán.
La quinta prueba de la serie 1999-2000 Sudáfrica contra Inglaterra en Centurion fue arruinada por la lluvia, entrando en el último día sólo 45 overs habían sido posibles con 155/6 de Sudáfrica. En la última mañana, mientras seguían bateando, se filtró la noticia de que los capitanes se habían reunido y que iban a "hacer un partido". Se acordó un objetivo de 250 en 70 overs. Cuando Sudáfrica alcanzó los 248/8, Cronjé declaró; ambos equipos perdieron una entrada y dejaron a Inglaterra con un objetivo de 249 para ganar la prueba, lo que consiguieron a falta de dos wickets y sólo cinco bolas. Esto puso fin a la racha de 14 partidos invicta de Sudáfrica en pruebas de críquet. Más tarde se supo que Cronje aceptó dinero y un regalo de un corredor de apuestas a cambio de hacer una declaración temprana en esta prueba (véase más abajo).
Cronjé fue el máximo goleador, con 56 tantos, después de que Sudáfrica cayera por 21-5 en la final del torneo triangular que enfrentó a Inglaterra y Zimbabue.
El 31 de marzo de 2000, su carrera en el críquet terminó con un 79 en 73 bolas contra Pakistán en la final de la Copa Sharjah 1999/2000.

## Estadísticas
Bajo la capitanía de Cronjé, Sudáfrica ganó 27 Tests y perdió 11, completando victorias en serie contra todos los equipos excepto Australia.
Capitaneó al equipo One Day International en 99 victorias de 138 partidos, con un empate y tres nulos. Posee el récord sudafricano de partidos ganados como capitán, y su récord de 138 partidos como capitán de su equipo sólo es superado por los 149 partidos de Graeme Smith como capitán en partidos internacionales de un día. Sus 99 victorias como capitán le convierten en el cuarto capitán mundial con más éxitos en cuanto a partidos ganados, por detrás de Ricky Ponting, Allan Border y Mahendra Singh Dhoni, y en cuanto a porcentaje de victorias (73,70), por detrás de Ponting y Clive Lloyd.
Entre septiembre de 1993 y marzo de 2000, disputó 162 ODI consecutivos, récord sudafricano.
Cronjé tiene el récord de más partidos consecutivos como capitán (130) y es el único jugador que ha jugado más de 100 partidos consecutivos como capitán.

## Arreglo de partidos
El 7 de abril de 2000, se reveló una conversación entre Cronjé y Sanjeev Chawla, representante de un sindicato de apuestas indio, sobre acusaciones de arreglo de partidos. Otros tres jugadores, Herschelle Gibbs, Nicky Boje y Pieter Strydom, también se vieron implicados. Tras una investigación de la Comisión King, Cronjé fue inhabilitado de por vida para jugar al críquet. En septiembre de 2001 impugnó su inhabilitación de por vida, pero el 17 de octubre de 2001 se desestimó su recurso.
Después de 13 años, el 22 de julio de 2013, la Policía de Delhi registró un primer informe de información por amaño de partidos en 2000; el pliego de cargos del caso implicaba a varios jugadores de críquet sudafricanos, incluido Cronjé.

## Muerte
El 1 de junio de 2002, el vuelo programado de Cronjé de Johannesburgo a George fue suspendido. Entonces hizo autostop como único pasajero a bordo de un avión turbohélice Hawker Siddeley HS 748. Cerca del aeropuerto de George, los pilotos perdieron visibilidad entre las nubes y no pudieron aterrizar, en parte debido a que el equipo de navegación no funcionaba. Mientras volaba en círculos, el avión se estrelló contra el pico Cradock, en las montañas Outeniqua, al noreste del aeropuerto. Cronjé, de 32 años, y los dos pilotos murieron en el acto.
En agosto de 2006, el Tribunal Supremo de Sudáfrica abrió una investigación sobre el accidente aéreo, que concluyó que "la muerte del fallecido Wessel Johannes Cronje se produjo por un acto u omisión que prima facie constituía un delito por parte de los pilotos".
Las teorías conspirativas de que Cronjé fue asesinado por orden de un sindicato de apuestas de críquet florecieron tras su muerte y fueron reflotadas recientemente por el ex entrenador del Nottinghamshire, Clive Rice, a raíz de la muerte del entrenador de Pakistán, Bob Woolmer, en marzo de 2007. Se alegó que fue asesinado para ocultar la verdad sobre el amaño de partidos.

## Vida privada
El 8 de abril de 1995 Cronjé se casó con Bertha Hans, con quien no tuvo hijos. En 2004 Bertha Hans, ya viuda, se casó con Jacques Du Plessis, auditor financiero. A la ceremonia privada asistieron los padres y hermanos de Cronjé, así como sus amigos Jonty Rhodes y su esposa Kate.
En 2008 se estrenó una película biográfica titulada Hansie: A True Story, en la que Frank Rautenbach interpretó el papel de Cronjé.